# Världsmästerskapet i handboll för herrar 2027
Världsmästerskapet i handboll för herrar 2027 spelas i Tyskland I januari 2027. Det beslutade IHF på ett möte i Kairo i februari 2020.

## Kvalificerade nationer
| Nation   | Kvalificerade som | Tidigare medverkande | Tidigare medverkande |
| -------- | ----------------- | --- | -------------------- |
| Tyskland | Värdnation        | 24 (1938, 1954, 1958, 1961, 1964, 1967, 1970, 1974, 1978, 1982, 1986, 1993, 1995, 1999, 2001, 2003, 2005, 2007, 2009, 2011, 2013, 2015, 2017, 2019, 2021) |                      |
| USA      | Wildcard          | 7 (1964, 1970, 1974, 1993, 1995, 2001, 2025) |                      |